# Корелов, Александр Павлович
Александр Павлович Корелов (15 июня 1936, Мурманск — 2008, Санкт-Петербург) — советский и российский шахматист, мастер спорта СССР (1961). Гроссмейстер ИКЧФ (1995). Тренер.

## Биография
Родился 15 июня 1936 года.
Неоднократно участвовал в первенствах Ленинграда (1957—1964 гг.). Выполнил норматив мастера спорта в чемпионате города 1960 года(звание присвоено в 1961 году). Лучший результат в чемпионатах Ленинграда — 1963, делёж 2-го места. В 1962 году в составе сборной Ленинграда выиграл командное первенство СССР (играл на 5-й доске).
Участник XXX первенства СССР — 17—18-е место. Одним из его творческих достижений в турнире стала победа над гроссмейстером Леонидом Штейном.
После 1963 года перешёл на тренерскую работу и заочные шахматы. Был чемпионом и призёром первенств Европы по переписке. В 1995 году ему присвоено звание гроссмейстера ИКЧФ.
Более 35 лет работал тренером-преподавателем шахмат на кафедре физического воспитания в Политехническом институте. Заслуженный тренер РСФСР.